# Mirza Teletović
Mirza Teletović (Mostar, 17. rujna 1985.) bosanskohercegovački je košarkaš.
Trenutno je član NBA ekipe Brooklyn Netsa, a prije toga je godina bio jedan od najboljih igrača Caje Laboral i uspješno je nastupao u ACB ligi i Euroligi. Zbog visine, ali i snalažljivosti, Teletović je još kao dječak počeo trenirati košarku u jablaničkom KK Turbina. S 14 godina pristupio je tuzlanskoj Sloboda Diti, nastavio u belgijskom Base Ostendeu, gdje je svojim igrama skrenuo pažnju košarkaških stručnjaka iz Europe i svijeta. Reprezentativac BiH je od 2005. godine i nastupao je na Europskom prvenstvu 2005. i Europskom prvenstvu 2011.

## Vanjske poveznice
- Službena stranica Mirze Teletovića  Arhivirana inačica izvorne stranice od 29. siječnja 2009. (Wayback Machine)